# José Ramón Betzuen
José Ramón Betzuen Urkiza (Lemoa, 11 novembre 1947) è un ex calciatore spagnolo.

## Carriera
Cresciuto nella cantera dell'Athletic Bilbao, esordisce con la prima squadra l'8 aprile 1967 nella partita Athletic-Deportivo La Coruña (4-0). Milita quindi per sette stagioni con i rojiblancos con cui disputa 109 incontri (79 di campionato) e vince due coppe di Spagna.
Nel 1973 passa all'Hercules con cui conquista subito una promozione nella Primera División spagnola, restandovi per altri quattro campionati. Termina la carriera nel 1978.

## Palmarès

### Club

#### Competizioni nazionali
- Coppa di Spagna: 2

Athletic Club: 1969, 1972-1973

#### Competizioni internazionali
- Pequeña Copa del Mundo: 1

Athletic Club: 1967